# Парк Леніна (Гавана)
Парк Леніна (ісп. Parque Lenin) — державний парк відпочинку, розташований на південь від кубинської столиці — Гавани, в муніципалітеті Арройо-Наранхо. Є найбільшим парком розваг на острові. Задуманий Фіделем Кастро в 1969 році під час відвідування розташованої поруч, і в той час близької до завершення греблі Ехерсіто Ребельде (ісп. Ejército Rebelde).

## Історія
Створений у 1969—1972 роках кубинцями під керівництвом близької сподвижниці Фіделя Кастро Селі Санчес. Про намір побудувати в цих місцях соціальні об'єкти Кастро обіцяв селянам, які проживають у цьому районі, ще в березні 1952 року — за сім років до перемоги Кубинської революції. Санчес брала участь у розробці проєкту, створеного групою архітекторів: Антоніо Кінтана Сімонетті, Х. Гальбан, Х. Тоска, У. д'Акоста та інші. Під потреби парку було виділено територію 650 га. Він був відкритий 22 квітня 1972 року.

## Опис
Парк обладнаний місцями для пікніків, є дитяча залізниця, зоопарк, акваріум, картинна галерея, майстерня кераміки, атракціони, виставковий зал, стадіон та ресторани. Під час створення парку в ньому було пересаджено, часто з далеких місць, 80 тис. дерев, найбільш поширені види: гінерій, ягрума, фікус, сосна, араукарія, кедр, бурсера сімаруба, псевдобомбакс, трипларис, саговник поникаючий і різні пальмові.
На річці Альмендарес розташована гребля, завдяки якій у центральній частині парку утворилося озеро, де була облаштована пристань із човнами. На стадіоні проводяться кінно-спортивні заходи, а відвідувачам надано можливість покататися на конях. За кілька кілометрів на південь розташований Національний ботанічний сад (Jardin Botánico Nacional).

## Пам'ятник Леніну
У 1984 році в парку було встановлено пам'ятник Леніну, виконаний радянським скульптором Львом Кербелем спільно з Сімонетті . Його відкриття було присвячено двадцятип'ятиріччю перемоги Кубинської революції. Спочатку було проведено конкурс серед місцевих архітекторів, але жоден із проєктів пам'ятника не задовольнив Кастро, у зв'язку з чим він звернувся до радянського керівництва за допомогою у його створенні. В результаті був схвалений монумент Кербеля, що представляє собою стелу висотою 9,5 метрів, виконану з білого граніту, яка за своїми контурами нагадує прапор. На її тлі висічено профіль голови Леніна заввишки 3 метри. На меморіальній дошці написані слова Кастро з його підписом — «Фідель»:
Ленін із самого початку був не лише політичним теоретиком, а й людиною дії, людиною постійної та безперервної революційної практики (ісп. Lenin fue desde el primer instante no solo un teórico de la política, sino un hombre de acción, un hombre de Practica revolucionaria constante e incesante).
Урочисте відкриття пам'ятника відбулося 8 січня 1984 року у присутності Фіделя та Рауля Кастро та інших представників найвищого керівництва республіки. Радянську делегацію очолював Петро Демичов — міністр культури СРСР (1974—1986). Пам'ятник став першим із встановлених Леніну на американському континенті .
11 січня 1985 року в парку Леніна було урочисто відкрито пам'ятник Селії Санчес.